# Lothar Heidenhain

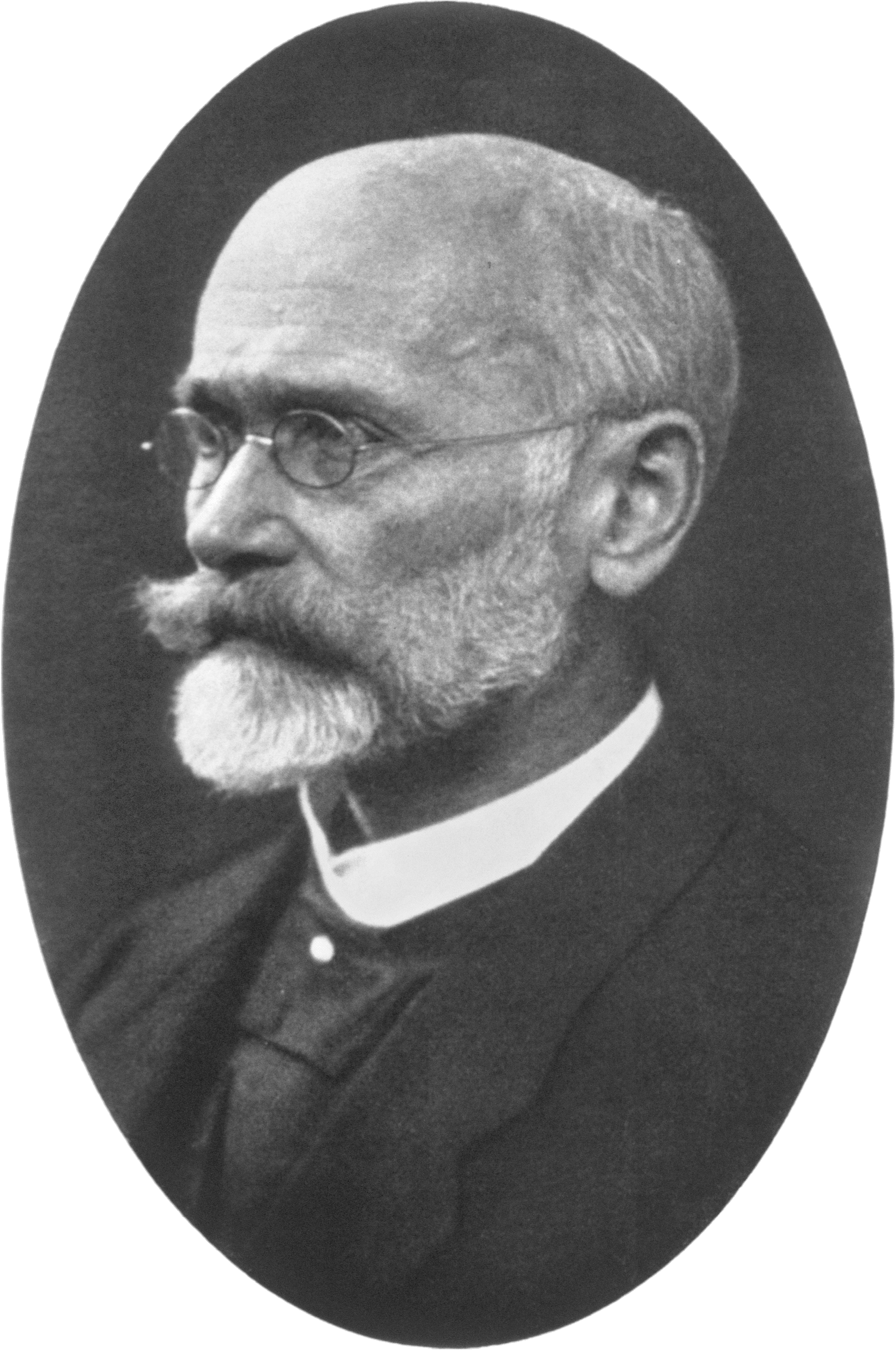
Lothar Heidenhain, 1930

Lothar Heidenhain (geboren am 8. September 1860 in Breslau; gestorben am 24. Juli 1940 in Worms) war ein deutscher Chirurg.

## Leben
Heidenhain entstammte als vermutlich ältestes Kind einer angesehenen Familie aus Breslau. Sein Vater Rudolf Heidenhain war Physiologe und Professor an der dortigen Universität. Seine Mutter Fanny war die Tochter des ebenfalls als Physiologe tätigen Alfred Wilhelm Volkmann. Seine Brüder waren der Anatom Martin und der Historiker und Bibliothekar Arthur Heidenhain. Er schlug gleichfalls eine medizinische Laufbahn ein und studierte in Freiburg im Breisgau, Breslau und Halle an der Saale, wo er 1886 promoviert wurde.
Als Chirurg war er Schüler von Richard von Volkmann, Heinrich Helferich und Ernst Küster. Nach seiner Zulassung zur Berufsausübung als Arzt 1884 war von 1886 bis 1890 Assistent von Küster, der damals Chefchirurg am Kaiserin-Augusta-Hospital in Berlin war und die experimentelle Krebsforschung vorantrieb. Heidenhain machte sich während dieser Zeit besonders um die Erforschung des Brustkrebses verdient. Damals wurde zum ersten Mal versucht, die lokale Ausbreitung eines Tumors mikroskopisch zu verfolgen und danach das Operationsgebiet festzulegen. 1889 veröffentlichte er in diesem Zusammenhang folgende Schrift unter dem Titel Ueber die Ursachen der localen Krebsrecidive nach Amputatio Mammae im Zentralblatt für Chirurgie. In dieser Arbeit findet sich auch die erste Beschreibung und Abbildung der embolischen Infektion der Lymphknoten durch vom angrenzenden Bindegewebe eingeschwemmte Krebszellen. Die hier postulierten Erkenntnisse bestimmen noch heute die Vorgehensweise bei der vollständigen operativen Entfernung der befallenen Brust (Radikaloperation).
Nach der Zeit in Berlin übernahm er ab 1890 eine Stelle als Sekundararzt, mit der eine Professur ex officio verbunden war an der Chirurgischen Klinik in Greifswald. 1897 wurde ihm die Direktion des Stadtkrankenhauses in Worms angetragen.
Hier befasste er sich weiter mit der Forschung auf den Gebieten der Arthrotomie und Ausbreitung von Karzinomen. In Worms führte er bei einem Patienten mit Bronchiektasen und Karzinom an dessen Lunge erfolgreich die erste Unterlappenresektion durch. Für Operationen am Gehirn verwendete er 1901 die Lokalanästhesie. 1902 gelang ihm in die Worms die erste erfolgreiche Operation eines Zwerchfellbruchs. Ab 1913 führte er strahlentherapeutische Experimente durch, die er ab 1920 zusammen mit Carl Fried systematisch voranbrachte und beide als Begründer der Entzündungsbestrahlung mittels Röntgen berühmt werden ließ. Nach 28-jähriger Tätigkeit als Direktor des Wormser Stadtkrankenhauses ging er 1925 in den Ruhestand.

## Leistungen
- Er war am 6. März 1902 der Erste, dem eine erfolgreiche Operation einer angeborenen Zwerchfellhernie gelang.[5]
- Im Jahr 1903 folgte die erste Resektion eines Lungenkarzinoms nach einem Zufallsbefund bei einer Lobektomie wegen Bronchiektasie.
- Die bis heute übliche Verwendung von Silberplatten zum Verschließen von Schädeldachdefekten in der Kranioplastik geht auf ihn zurück und trägt als sogenannte Heidenhain-Plastik seinen Namen.[6]

## Veröffentlichungen

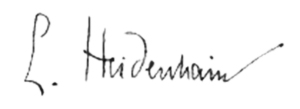
Unterschrift

- 1886 – Über Arthrotomie und Arthrektomie. Verlag Breitkopf und Härtel
- 1889 – Ueber die Ursachen der localen Krebsrecidive nach Amputatio mammae. In: Langenbecks Archiv für klinische Chirurgie. Band 39, S. 97–166
- 1901 – Über Exstirpation von Hirngeschwülsten. In: Archiv für Klinische Chirurgie. Band 64, 1901, S. 849 ff.
- 1924 – Röntgenbestrahlung und Entzündung. Verlag Julius Springer.
- 1928 –  Über das Problem der Bösartigen Geschwülste. Verlag Julius Springer.

Daneben weitere Publikationen in verschiedenen Fachzeitschriften, wie dem  Zentralblatt für Chirurgie  und in der Deutschen Zeitschrift für Chirurgie.

## Rezeption
Trotz seiner großen Verdienste ist Lothar Heidenhain lediglich in Fachkreisen bekannt (Stand 2017). Dies liegt vor allem daran, dass er nach „Machtergreifung“ der Nationalsozialisten wegen seiner jüdischen Abstammung nur in Ausnahmefällen – aus Versehen oder „wenn es wirklich nicht anders ging“ – jedoch praktisch nicht mehr zitiert wurde. Dies hat sich nach dem Ende des Zweiten Weltkriegs nicht grundlegend verändert und die vorangegangene Missachtung fand ihre Fortsetzung.